# All We Know Is Falling
Az All We Know Is Falling a Paramore első stúdióalbuma. 2005 szeptemberében megjelent egy speciális japán kiadás amin rajta volt az addig ki nem adott Oh, Star című szám. Az angol Rock Chart toplistán a #8., a Billboard Top Heatseekers toplistán #30. lett, de a Billboard 200 toplistára nem került fel. A jelenlegi basszusgitáros Jeremy Davis egy számon se játszott az albumról, de a Pressure és az Emergency klipjében szerepel. 2009 áprilisáig az Amerikai Egyesült Államokban 405 010 darabot adtak el az albumból. 2009. május 26-án az iTunes kiadott egy "deluxe edition"-t, amin 2 szám és 3 klip van bónuszban.

## Számok listája
1. All We Know
2. Pressure
3. Emergency
4. Brighter
5. Here We Go Again
6. Never Let This Go
7. Whoa
8. Conspiracy
9. Franklin
10. My Heart

japán bónusz szám
1. Oh, Star

iTunes Deluxe Edition
1. Pressure (live)
2. Here We Go Again (live)
3. Pressure (klip)
4. Emergency (klip)
5. All We Know (klip)

## Toplisták
| Toplista (2005)                | Legjobb hely |
| ------------------------------ | ------------ |
| Billboard Comprehensive Albums | 144          |
| Billboard Top Pop Catalog      | 13           |
| Billboard Top Heatseekers      | 30           |

## Bandatagok
- Hayley Williams – énekes
- Josh Farro – gitár, háttérénekes
- Zac Farro – dob, ütős hangszerek
- Jeremy Davis – basszusgitár
- Jason Bynum – ritmikus gitár